# Léh
Léh község az Észak-Magyarországi régióban, Borsod-Abaúj-Zemplén vármegyében, a Szikszói járásban.

## Fekvése
Az Északi-középhegységben, a Cserehát keleti részén, a Vasonca-patak völgyében fekszik, a megyeszékhely Miskolctól közúton kb. 30 kilométerre, északkeletre.
A közvetlenül határos települések: észak felől Rásonysápberencs, északkelet felől Ináncs, kelet felől Csobád, délkelet felől Kiskinizs, dél felől Kázsmárk, délnyugat felől Homrogd, északnyugat felől pedig Monaj.

### Megközelítése
Csak közúton érhető el, a 3-as főútról, Szikszó, majd Aszaló után mintegy 4 kilométerrel balra (észak felé) letérve, a 2624-es úton.
A közúti közösségi közlekedés szolgáltatója e településen is a Volánbusz.
Vasútvonal nem érinti, a legközelebbi vasúti csatlakozási lehetőséget a Felsőzsolca–Hidasnémeti-vasútvonal halmaji állomása kínálja, mintegy 6 kilométerre délre.

## Története
1281-ben említik először Léh nevét, de ekkor még nem a településre, csak a helyre utalnak terra Loh néven. 1326-ban nemesi birtokként említik.
1553-ban az egri vár hőse, Bornemissza Gergely kapta meg a települést több másikkal együtt. 1638-ban a törökök elfoglalták a falut.
1713-ban kis fatemplomot építettek a lakosok. Sokáig paplak sem volt, a katolikus pap szegényes körülményeit a másféle vallásúak gúnyolták, ekkor terjedt el a közmondás: „Léhen, ahol a pap meghalt éhen.” 1823–1826-ban új templom épült.
A világháborúkban a község 17 lakója esett el.
2002-ben hatalmas árvíz pusztított.

## Közélete

### Polgármesterei
- 1990–1994: Csongrádi Antal (független)[3]
- 1994–1998: Csongrádi Antal (független)[4]
- 1998–2002: Csongrádi Antal (független)[5]
- 2002–2006: Csongrádi Antal (független)[6]
- 2006–2010: Szemán Károly (független)[7]
- 2010–2014: Szemán Károly (független)[8]
- 2014–2019: Szemán Károly (független)[9]
- 2019–2024: Szemán Károly (független)[10]
- 2024– : Szemán Károly (független)[1]

## Népesség
A település népességének változása:
| Lakosok száma | 417  | 408  | 401  | 377  | 433  | 421  | 429  |
|               | 2013 | 2014 | 2015 | 2021 | 2022 | 2023 | 2024 |

2001-ben a település lakosságának 85%-a magyar, 15%-a cigány nemzetiségűnek vallotta magát.
A 2011-es népszámlálás során a lakosok 95,6%-a magyarnak, 23,2% cigánynak, 0,2% németnek mondta magát (4,4% nem nyilatkozott; a kettős identitások miatt a végösszeg nagyobb lehet 100%-nál). A vallási megoszlás a következő volt: római katolikus 54,5%, református 10,3%, görögkatolikus 14,4%, evangélikus 0,5%, felekezeten kívüli 6,1% (13,9% nem válaszolt).
2022-ben a lakosság 94,7%-a vallotta magát magyarnak, 1,2% cigánynak, 0,5% németnek, 0,5% egyéb, nem hazai nemzetiségűnek (5,3% nem nyilatkozott; a kettős identitások miatt a végösszeg nagyobb lehet 100%-nál). Vallásuk szerint 35,8% volt római katolikus, 4,8% református, 7,9% görög katolikus, 2,1% felekezeten kívüli (49,2% nem válaszolt).

## Gazdaság
A településen kisboltok látják el a lakosságot élelmiszerrel és vegyes iparcikkekkel.
Léhen a legnagyobb foglalkoztató egy mezőgazdasági rt., amely gyümölcstermesztéssel foglalkozik, illetve maga az önkormányzat.

## Vallás
A 2001-es népszámlálás adatai alapján a lakosság kb. 60,5%-a római katolikus, 22,5%-a görögkatolikus, 14,5%-a református és kb. 0,5%-a evangélikus vallású. Nem tartozik semmilyen egyházhoz vagy felekezethez, illetve nem válaszolt kb. 2%.
Római katolikus egyház: az Egri főegyházmegye (érsekség) Abaúj-Zempléni Főesperességének Szikszó-Encsi Esperesi Kerületéhez tartozik, mint önálló plébánia. Filiaként hozzátartozik Kázsmárk és Rásonysápberencs. Plébániatemplomának titulusa (1950 óta): Jézus Szent Szíve.
Görögkatolikus egyház: a Miskolci Apostoli Exarchátus (kormányzóság) Csereháti Esperesi Kerületéhez tartozik. Nem rendelkezik önálló parókiával, Csobádhoz tartozik, mint filia.
Református egyház: a Tiszáninneni Református Egyházkerület (püspökség) Abaúji Református Egyházmegyéjéhez (esperesség) tartozik. Nem önálló anyaegyházközség.
Evangélikus egyház: az Északi Evangélikus Egyházkerület (püspökség) Borsod-Hevesi Egyházmegyéjében (esperesség) lévő Fancsal-Hernádvécsei Evangélikus Egyházközséghez tartozik, mint szórvány.

## Látnivalók
- Hegyi-kastély: 1911-ben épült, eklektikus stílusban.
- Római katolikus (Jézus Szent Szíve-) templom: 1823-1826 között épült, klasszicista stílusban.
- II. világháborús emlékmű.

## Környező települések
Detek (5 km), Kázsmárk (kb. 2 km), Rásonysápberencs (2 km); a legközelebbi város: Szikszó (kb. 15 km).